# Marianne Dubuc
Marianne Dubuc (n. Montreal, 1980) es una escritora e ilustradora canadiense de libros infantiles. 
Diplomada en diseño gráfico en la Universidad de Quebec en Montreal, inició su carrera como escritora en 2007 con la publicación de su libro El Mar (La mer).

## Obra publicada
- Lucía y sus amigos (Tramuntana, 2016) ISBN 978-8416578269
- Las vacaciones del Ratón Cartero (Juventud, 2016), ISBN 978-8426143655
- La ruta del Ratón Cartero (Juventud, 2015), ISBN 978-8426143365
- El autobús (Tramuntana, 2015) ISBN 978-8494182587
- El león y el pájaro (Tramuntana, 2014), ISBN 978-8494182570
- El carnaval de los animales (Juventud, 2011), ISBN 978-8426138248
- Un elefante se balanceaba (Edelvives, 2011), ISBN 978-8426377678
- Delante de mi casa (Juventud, 2010), ISBN 978-8426137661